# Kuhla (Himmelpforten)
Kuhla (plattdeutsch Kuhla) ist ein Ortsteil der Gemeinde Himmelpforten im niedersächsischen Landkreis Stade.

## Geographie und Verkehrsanbindung

### Geographische Lage
Kuhla liegt an der Horsterbeck.
Nachbarorte sind Himmelpforten im Nordosten, Düdenbüttel im Osten, Heinbockel im Südosten, Sunde und die Timmerlade im Süden, Oldendorf im Westen und Bossel im Nordwesten. Nördlich liegt der zu Kuhla gehörende Wohnplatz Neukuhla.

### Verkehrsanbindung

#### Straße
Kuhla liegt 500 m abseits der Landesstraße 114, die Oldendorf mit Himmelpforten verbindet. Südlich verläuft noch eine kleine Nebenstraße, die nach Sunde zur Kreisstraße 72 führt.

#### Schiene
Der nächste Bahnanschluss besteht 4 km entfernt in Himmelpforten an die Niederelbebahn (Cuxhaven–Hamburg).

## Geschichte
Kuhla wurde 1059 erstmals urkundlich erwähnt. Seit 1280 befindet sich im Dorf das Rittergut Kuhla, das im Besitz der Ritter von der Kuhla war. 1709 wurde es verkauft und wechselte mehrfach seine Besitzer. 1828 erwarb Otto Christian von Gruben den Gutshof. Noch heute ist das Edelgut in Besitz der Familie von Gruben, die dort Landwirtschaft betreibt. Es werden vor allem Spargel und Weihnachtsbäume angebaut.

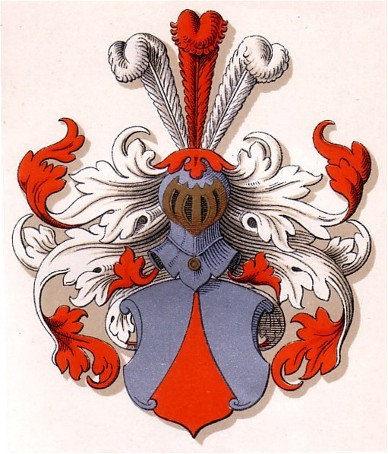
Wappen derer von der Kuhla

Seit 2009 besteht ein Windpark in Kuhla. Die vier Windräder leisten zusammen 6,60 MW. Der Betreiber der Windkraftanlagen ist die WKN Windkraft Nord AG.

### Verwaltungsgeschichte
Vor 1885 gehörte Kuhla zur Börde Oldendorf im Amt Himmelpforten. Nach 1885 gehörte Kuhla zum Kreis Stade und seit 1932 zum jetzigen Landkreis Stade.
In der Zeit vor 1972 bildete Kuhla mit Breitenwisch und Himmelpforten eine erste Samtgemeinde Himmelpforten. Diese wurde 1972 aufgelöst und Kuhla und Breitenwisch wurden zum 1. Juli 1972 nach Himmelpforten eingemeindet. Himmelpforten wurde in die neue Samtgemeinde Himmelpforten eingegliedert. Zum 1. Januar 2014 fusionierte diese mit der Samtgemeinde Oldendorf zur neuen Samtgemeinde Oldendorf-Himmelpforten.

### Einwohnerentwicklung
| Jahr | Einwohner            |
| ---- | -------------------- |
| 1824 | 16 Feuerstellen      |
| 1848 | 143 Leute, 24 Häuser |
| 1871 | 135 Leute, 19 Häuser |
| 1910 | 155                  |

Die Einwohnerzahl in Kuhla ist seit Jahren rückläufig, 2020 hatte der Ort nur noch etwa 46 Einwohner.

### Religion
Kuhla ist evangelisch-lutherisch geprägt und gehört zum Kirchspiel der Martinskirche in Oldendorf.

## Bauwerke
- Kuhla 6: Gut Kuhla